# Serranópolis de Minas
Serranópolis de Minas is een gemeente in de Braziliaanse deelstaat Minas Gerais. De gemeente telt 4.787 inwoners (schatting 2009).

## Aangrenzende gemeenten
De gemeente grenst aan Porteirinha, Riacho dos Machados en Rio Pardo de Minas.